# ボビー・ファレル
ボビー・ファレル（Bobby Farrell、1949年10月6日 - 2010年12月30日）はアルバ出身のダンサー。ボニーMのメンバーであった。本名はアルフォンソ・ロベルト・ファレル（Alfonso Roberto Farrell）。
ボビーは小アンティル諸島のサン・ニコラスに生まれ、15歳のころにノルウェーで船員学校に2年間在学。その後オランダ・ドイツに渡りダンサーとして活動する。ボニーMでもダンサーとして活動したが、彼の「声」はプロデューサーのフランク・ファリアンが当てたものであった。
ボニーM解散後も活動を続けたが、2010年12月30日の朝、公演先のロシア・サンクトペテルブルクのホテルでモーニングコールに出なかった事を不審に思ったホテルの職員が部屋に入ったところ､亡くなっているボビーファレルをみつけた｡死因は心不全。61歳であった。奇しくもこの日は、ボニーMの大ヒット曲「怪僧ラスプーチン」の元になった、グリゴリー・ラスプーチンの命日であった。
墓はアムステルダムにある。